# Krisztina svéd királynő
Krisztina (Stockholm, 1626. december 8. – Róma, 1689. április 19.), a Vasa-házból született királyi hercegnő, 1632-től 1654-ig Svédország királynője.

## Élete
II. Gusztáv Adolf svéd király és Brandenburgi Mária Eleonóra királyné leánya volt. Apjának a lützeni csatában 1632. november 16-án bekövetkezett halála után, hatévesen lépett trónra. Kiskorúsága idején, 1644-ig Axel Oxenstierna kancellár vezetésével a régenstanács kormányzott helyette.
A harmincéves háború mielőbbi lezárására törekedve szerepet vállalt a vesztfáliai béke (1648) megkötésében, aminek következtében Svédország Észak-Európa vezető hatalma lett. Határozott, sokoldalú személyiség volt, a tudományok és a művészetek kedvelője.
A királynő gondos nevelésben részesült: a nyelvek tanulása mellett (anyanyelvén, a németen kívül svédül, franciául, flamandul beszélt, latinul és görögül olvasott) a filozófiában is jártas volt, ismerte Descartes munkáit, levelezett is vele (1649–1650), és később az udvarába is meghívta – bár ridegül bánt vele, s keveset foglalkozott a tudós vendéggel.

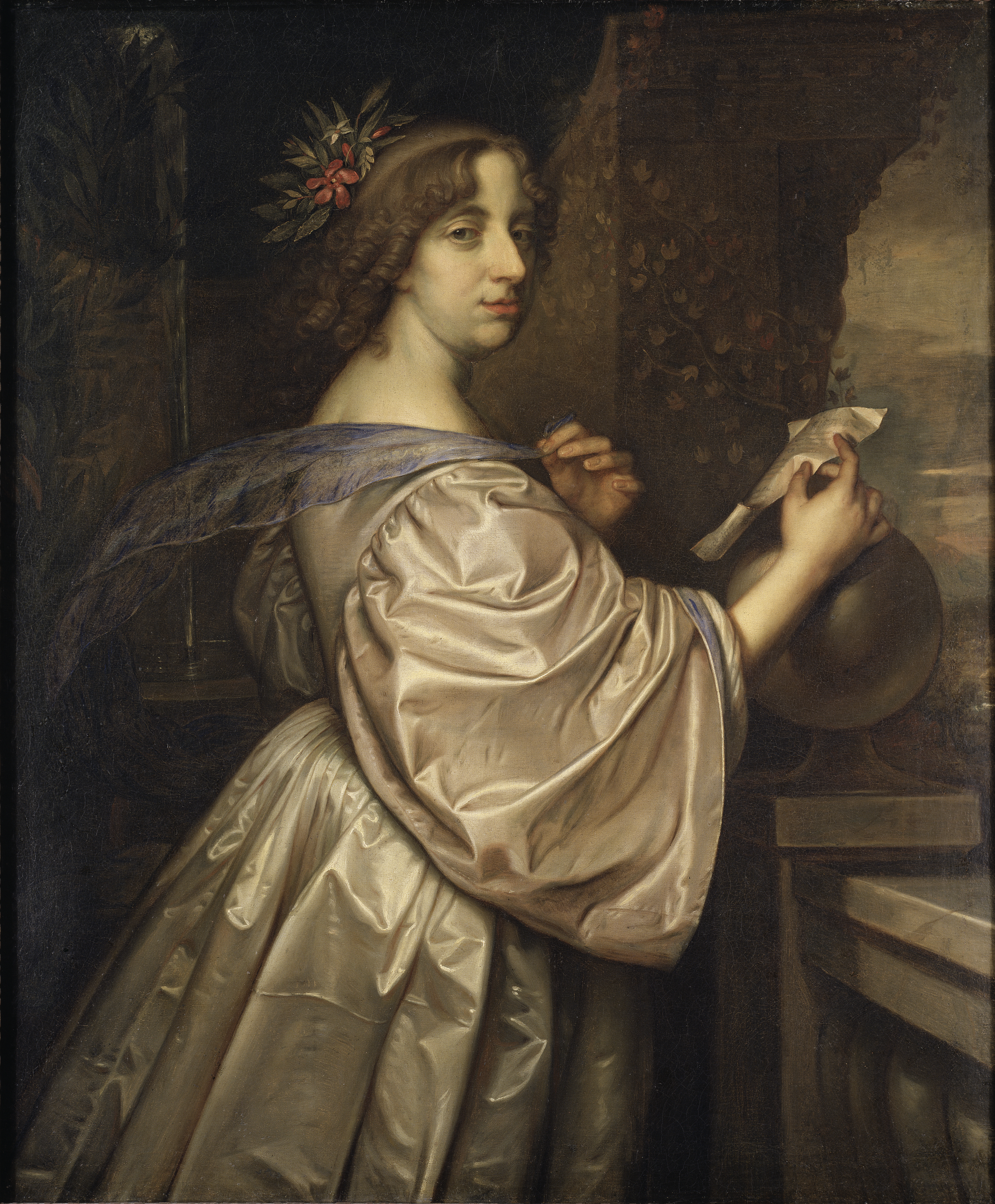
Svédország királynője

A jezsuitákkal az udvarába hívott Descartes-tal fenntartott kapcsolata nyomán 1654-ben titokban katolikus vallásra tért, majd lemondott a trónról az unokatestvére, Károly Gusztáv javára. A nyilvános katolizálása Brüsszelben történt, hiszen a protestáns Svédországban üldözték a katolikusokat.
Ezután sokat utazott külföldön. Az első útja Rómába vezetett, ahol egy idő után VII. Sándor pápa számára terhessé vált botrányos életvitele. A Napkirály udvarában, Franciaországban ismét trón iránti álmokat dédelgetett: tervbe vette a Nápolyi Királyság megszerzését. Vágya azonban támogatók hiányában meghiúsult, s Krisztina udvari vendégként, vagyontalanul tengette az életét. Itt érte élete egyik legnagyobb botránya is: „Két udvaronca, Santinelli gróf és Mondaldeschi márki egymást sikkasztással vádolva összeveszett. A fontainebleau-i kastélyban tartózkodó Krisztina „ítélkezett” fölöttük, s két szolgája serény végrehajtóként nyomban lekaszabolta Monaldeschit. Krisztina hiába hivatkozott arra, hogy szuverén uralkodó, és csak Istennek tartozik számadással, a véres tett végleg tönkretette hitelét. Idegen országban, más király kastélyában gyilkoltatta meg kísérete egyik tagját, a törvényesség látszatára sem ügyelve. A királynő kiszámíthatatlansága és kegyetlensége mindenkit elborzasztott.”
Krisztina királynő valójában csúf volt, nagyorrú, férfias külsejű, csecsemőkori balesete következtében csapott vállú, kissé púpos. Uralkodónak nevelték, nyolc nyelven beszélt, otthonos volt az antik irodalomban, a történelem, a teológia, matematika és asztrológia tudományában. Úgy lovagolt, vívott és párbajozott, mint egy férfi, és úgy káromkodott, mint egy kocsis. Mikor a svéd seregek elfoglalták Prágát, Krisztina királynő a műkincsek nagy részét habozás nélkül Stockholmba vitette. Gyakorlatilag végigfosztogatta Európa műgyűjteményeit.
Életét Rómában fejezte be, ahol megalapította az Árkádok Akadémiáját. Soha nem ment férjhez, egyes vélemények szerint leszbikus hajlamamiatt.
Gyermektelen volt, 1689-es halálával kihalt a Vasa-ház svéd ága. A korona a Pfalz-Zweibrücken-Birkenfeld-házra, a Wittelsbach-ház egyik ágára szállt.

## Megjelenése játékfilmekben

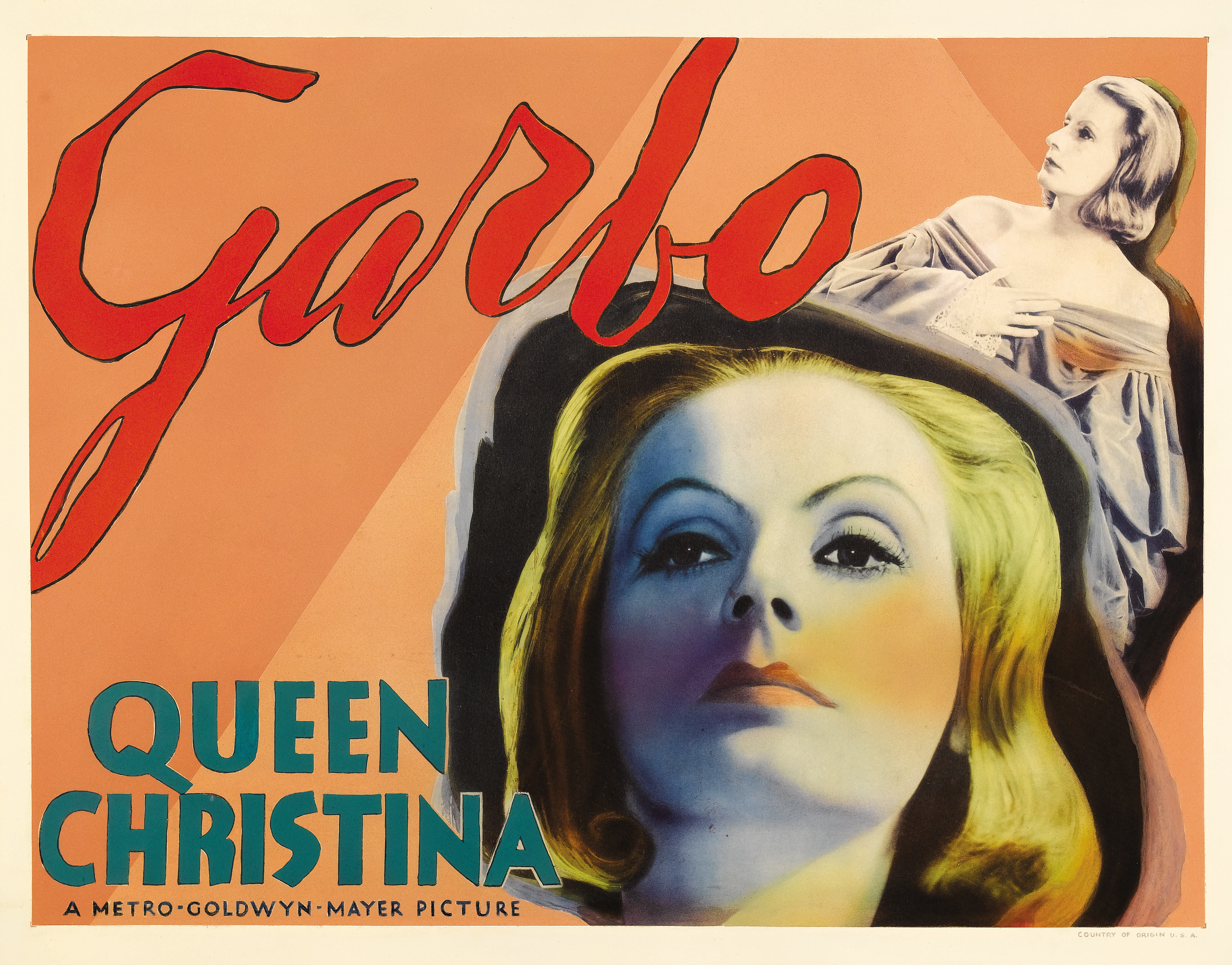
Az 1933-as film plakátja

- 1933: Krisztina királynő (Queen Christina), amerikai mozifilm, rendezte Rouben Mamoulian, címszereplő Greta Garbo[4]
- 1974: The Abdication, angol–amerikai mozifilm, rendezte Anthony Harvey, Krisztina királynő alakítója Liv Ullmann.[5]
- 2015: Lánykirály (The Girl King), finn–kanadai–német–svéd mozifilm, rendezte Mika Kaurismäki, a címszereplő Malin Buska.[6]